# Байрин – Правий стяг
43°31′29″ пн. ш. 118°40′19″ сх. д. / 43.5247° пн. ш. 118.67202° сх. д.
Байрин – Правий стяг (кит. 巴林右旗, пін. Bālín Yòuqí) — один із повітів КНР у складі префектури Чифен, Внутрішня Монголія. Адміністративний центр — містечко Дабан.

## Географія
Байрин – Правий стяг лежить на висоті близько 630 метрів над рівнем моря на північ від річки Шар-Морон (басейн Ляохе).

### Клімат
Хошун знаходиться у зоні, котра характеризується вологим континентальним кліматом з теплим літом. Найтепліший місяць — липень із середньою температурою 22,6 °C. Найхолодніший місяць — січень, із середньою температурою -13,1 °С.
| Клімат хошуну Байрин – Правий стяг | Клімат хошуну Байрин – Правий стяг | Клімат хошуну Байрин – Правий стяг | Клімат хошуну Байрин – Правий стяг | Клімат хошуну Байрин – Правий стяг | Клімат хошуну Байрин – Правий стяг | Клімат хошуну Байрин – Правий стяг | Клімат хошуну Байрин – Правий стяг | Клімат хошуну Байрин – Правий стяг | Клімат хошуну Байрин – Правий стяг | Клімат хошуну Байрин – Правий стяг | Клімат хошуну Байрин – Правий стяг | Клімат хошуну Байрин – Правий стяг | Клімат хошуну Байрин – Правий стяг |
| Показник                           | Січ.                               | Лют.                               | Бер.                               | Квіт.                              | Трав.                              | Черв.                              | Лип.                               | Серп.                              | Вер.                               | Жовт.                              | Лист.                              | Груд.                              | Рік                                |
| Середній максимум, °C              | −6,5                               | −1,9                               | 5                                  | 15,4                               | 22,7                               | 27                                 | 28,6                               | 27,5                               | 22,5                               | 14,2                               | 3                                  | −4,5                               | 12,8                               |
| Середня температура, °C            | −13,1                              | −9,2                               | −2,2                               | 7,9                                | 15,5                               | 20,3                               | 22,6                               | 20,9                               | 14,7                               | 6,5                                | −4                                 | −10,8                              | 5,8                                |
| Середній мінімум, °C               | −18,3                              | −15,4                              | −8,8                               | 0,6                                | 8,1                                | 13,7                               | 17,1                               | 14,9                               | 7,8                                | −0,1                               | −9,6                               | −15,8                              | −0,5                               |
| Норма опадів, мм                   | 1.4                                | 2.4                                | 6                                  | 10.1                               | 24.5                               | 71.8                               | 112.8                              | 82.3                               | 29.9                               | 14.3                               | 5                                  | 1.5                                | 362                                |
| Вологість повітря, %               | 48                                 | 44                                 | 40                                 | 35                                 | 38                                 | 54                                 | 67                                 | 67                                 | 57                                 | 48                                 | 49                                 | 50                                 | 49.8                               |
| ---------------------------------- | ---------------------------------- | ---------------------------------- | ---------------------------------- | ---------------------------------- | ---------------------------------- | ---------------------------------- | ---------------------------------- | ---------------------------------- | ---------------------------------- | ---------------------------------- | ---------------------------------- | ---------------------------------- | ---------------------------------- |
| Джерело: data.cma.cn               |                                    |                                    |                                    |                                    |                                    |                                    |                                    |                                    |                                    |                                    |                                    |                                    |                                    |